# تشيانجور

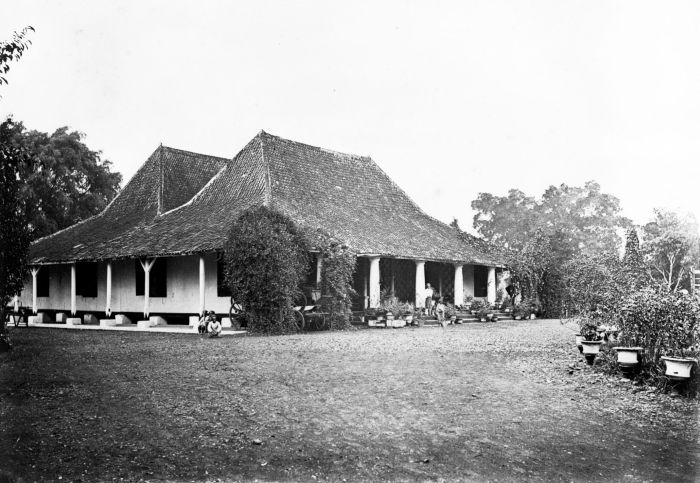
A logement (inn) in Cianjur in the early 1900s

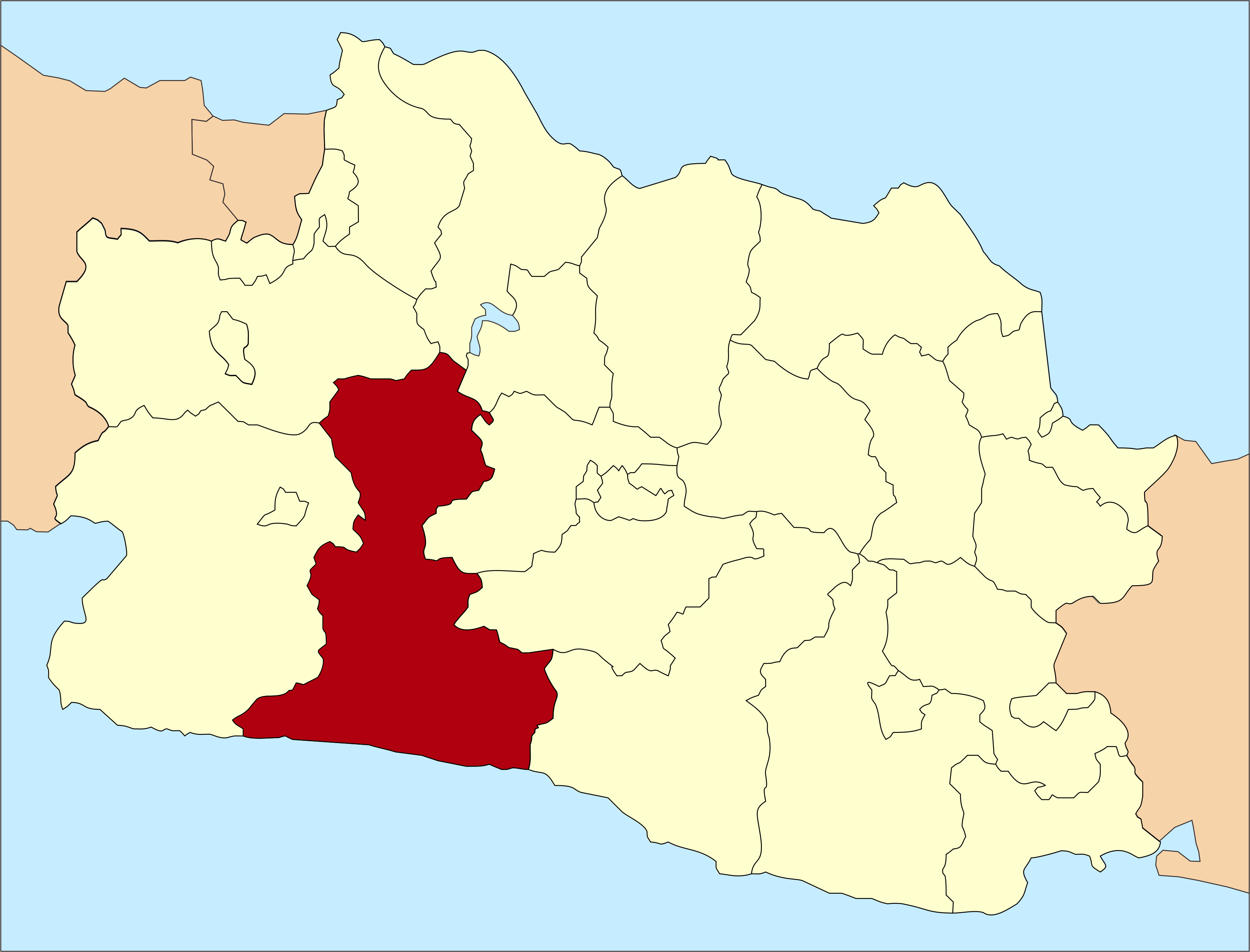
Cianjur Regency in West Java between Sukabumi Regency and.

تشيانجور (بالإندونيسية: Cianjur)، هي مدينة في محافظة جاوة الغربية في إندونيسيا، وهي عاصمة منطقة وصاية تشيانجور. وتقع بلدة تشيانجور على طول الطريق الرئيسية بين جاكرتا (120 كلم إلى شمال غرب) و باندونغ (60 كلم إلى الشرق). بلغ عدد السكان 158125 في تعداد عام 2010.. وبسبب موقعها المتوسط بين المدينتين، فبعض من سكان تشيانجور يذهب إلى عملها سواء في باندونغ أو في جاكرتا.

## أعلام
- رضوان عصام الدين
- أتيب ريزال